# Casina Valadier
La Casina Valadier est un petit palais néoclassique situé à l'intérieur du parc de la Villa Borghese, dans le rione Campo Marzio à Rome, au sommet de la colline du Pincio.

## Histoire
La Casina Valadier est située sur le site de l'ancien Collis Hortulorum, le plus haut sommet du Pincio, où, dans le passé, les grandes familles romaines avaient de vastes et luxuriants jardins. La Casina a été construite entre 1816 et 1837, à la suite de la victoire de l'amiral Nelson à la bataille de Trafalgar, un hommage à la défaite de la flotte française en Méditerranée.
Le bâtiment élégant néoclassique a été construit par Giuseppe Valadier entre 1813 et 1817 lors de la restructuration de la colline du Pincio, en transformant un petit palais ayant appartenu au Cardinal della Rota. Le bâtiment se trouve au-dessus d'une ancienne citerne romaine appartenant au complexe des jardins Acilianos. Le cardinal Agostino Rivarola, président de la Commission pontificale pour les travaux publics, a attribué le palais à Antonio Antonini, premier gérant du lieu, qui en a fait un café. Ce café est devenu très célèbre après la Première Guerre mondiale, lorsque, sous la direction d'Alfredo Banfi, il est devenu un lieu de rencontre fréquenté par des artistes et des hommes politiques. De nouveau fermé au début des années 1970, la Casina a rouvert ses portes le 16 juin 2004. Après une rénovation qui a duré 23 mois dirigée par Gioacchino Ersoch, le palais a finalement retrouvé son aspect d'origine conçu par Valadier.

## Description
Valadier a transformé la propriété du cardinal della Rotta en une villa néoclassique avec terrasses, loggias, colonnes et chapiteaux. Le buste de l'astronome Angelo Secchi est situé sur la petite place devant l'édifice. On y voit un petit trou qui marque le point sur lequel le méridien traverse Rome.
Au rez-de-chaussée, dans l'ancien salon de thé, se trouve un bar à vin. Au premier étage, il y a un bar avec une terrasse et, au second, un grand restaurant. La tour du troisième étage et son restaurant panoramique unique sont accessibles par un bel escalier en colimaçon en travertin.
Un petit pont traversant la Via del Muro Torto relie le jardin de la Casina à celui de la Villa Borghese.

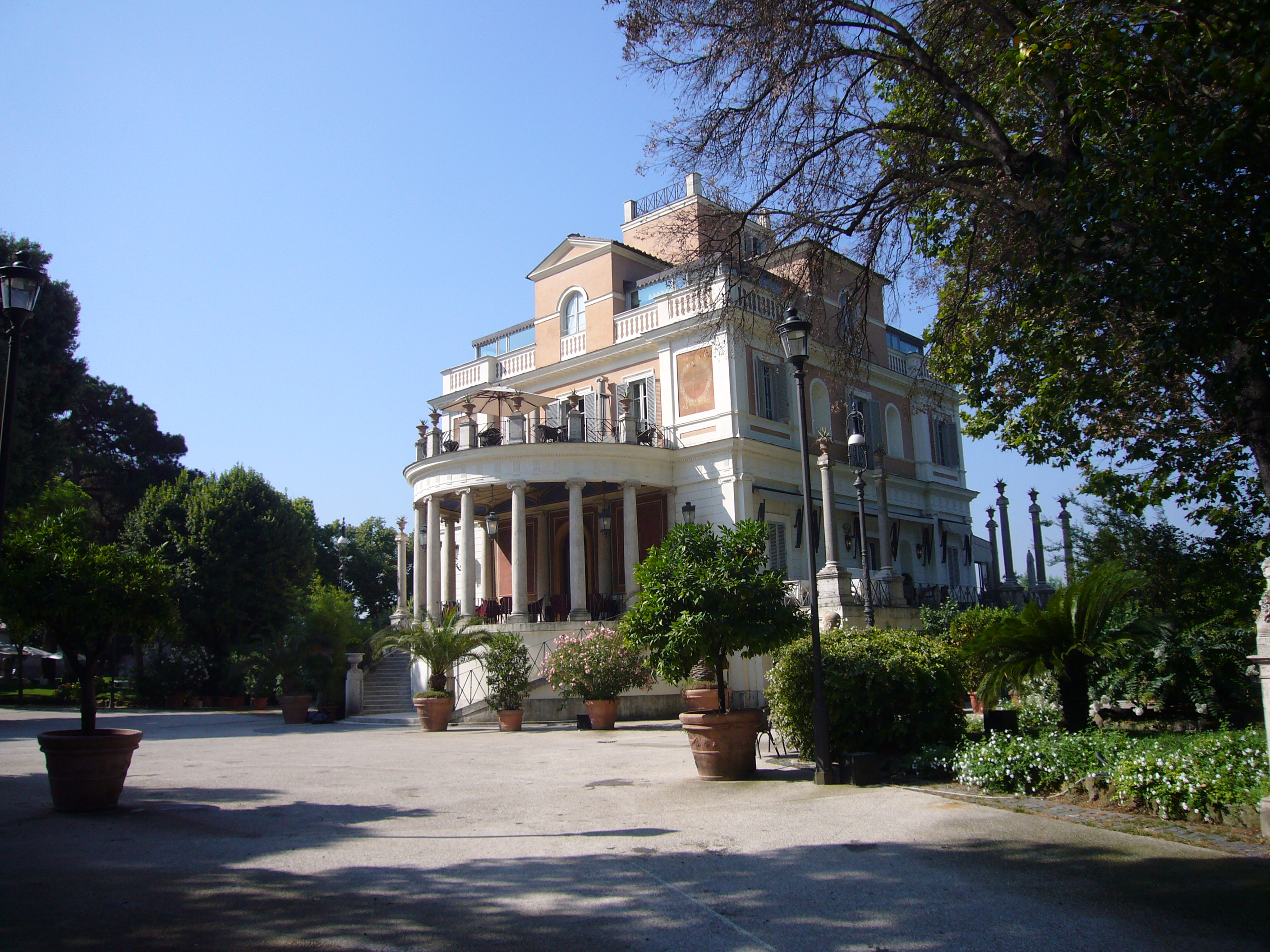
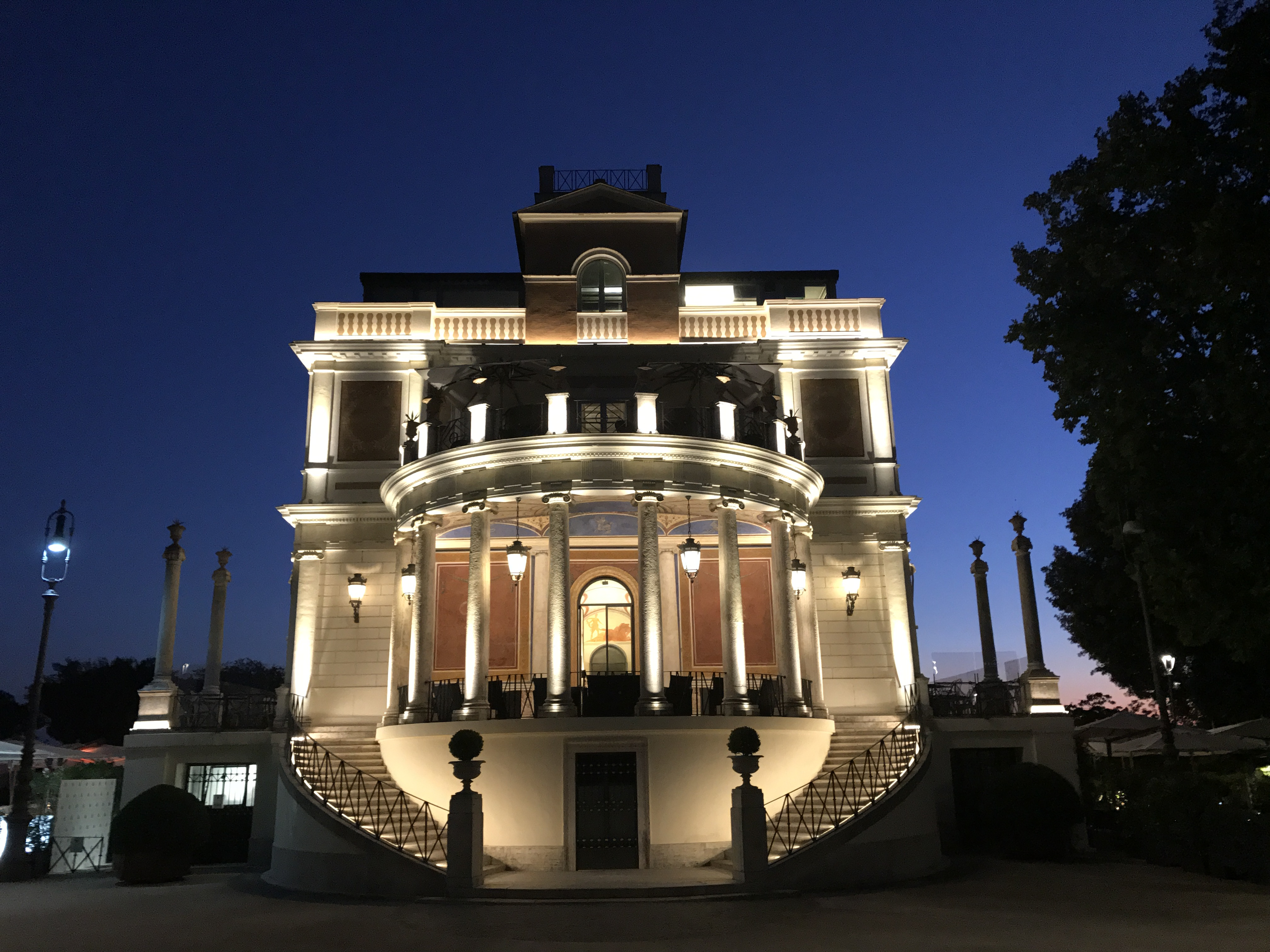
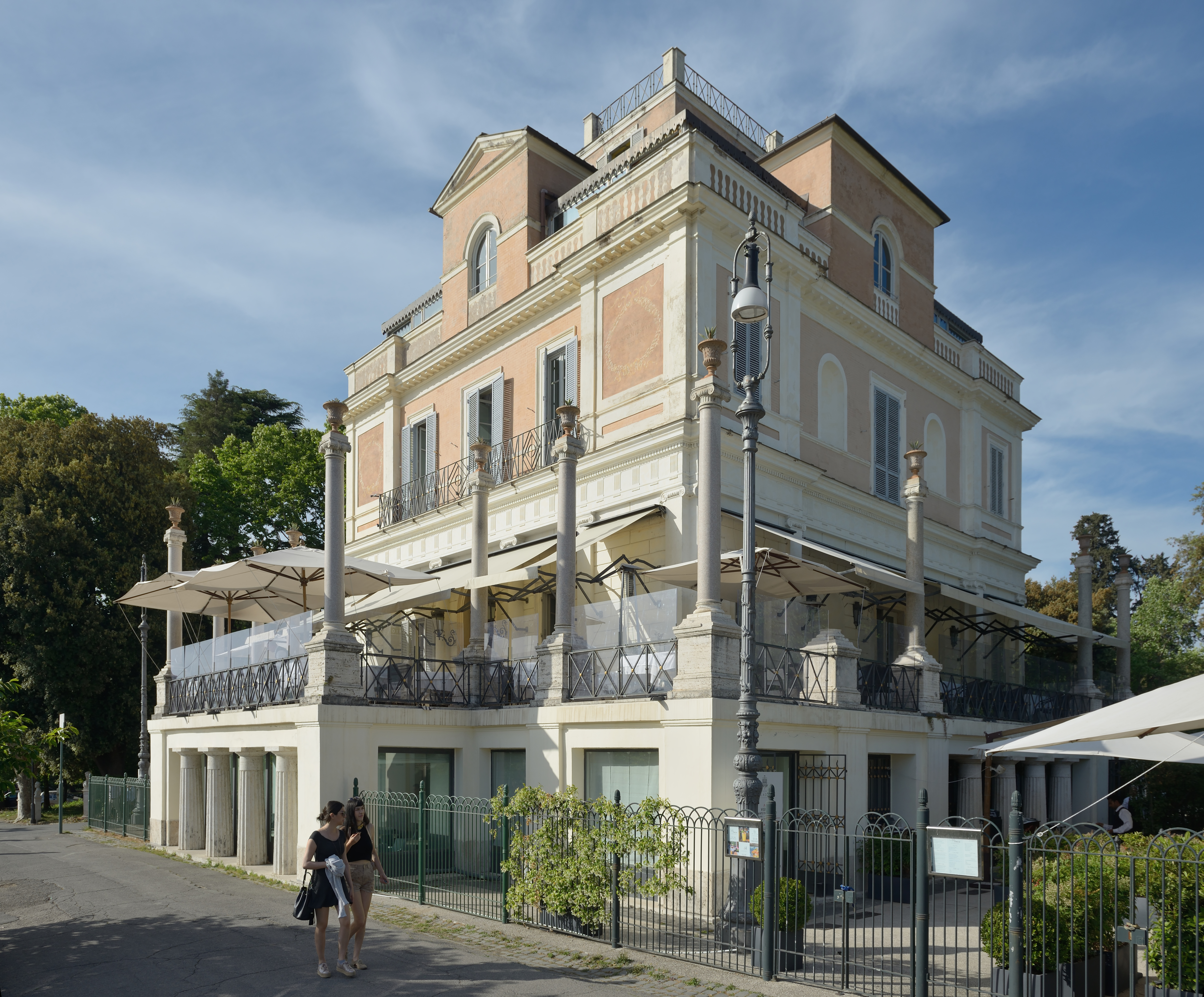